# Pthirus
Pthirus este un gen de păduchi, care cuprinde doar două specii existente, singurii membri cunoscuți ai familiei Pthiridae. Speciile din aceste gen sunt insecte hematofage ce se întâlnesc exclusiv la primate: Pthirus gorillae - parazitează gorilele și Pthirus pubis - afectează regiunea pubiană a oamenilor, fiind cunoscut sub numele de păduche pubiană sau lăței. Cele două specii au divergat în urmă cu aproximativ 3,3 milioane de ani, în Pliocen (Neogen). Se presupune că specia prezentă la om a evoluat de la forma întâlnită la gorile.
Acești păduchi au un corp aplatizat dorso-ventral. Ultimele două perechi de picioare sunt, relativ, puternice, înzestrate cu gheare foarte dezvoltate, cu care se atașează de firele de păr. Capul este îngust, posedă două antene și ochi. Lungimea medie a corpului este de 1,5-2,5 mm.
Ponta conține aproximativ 30 de ouă, care sunt lipite de un fir păr, cu un lichid special care nu se dizolvă în apă. Dezvoltarea de la stadiul de ou până la adult durează 4 săptămâni.
Păduchii din acest gen se hrănesc cu sângele gazdei, producând mâncărime și eritem în locul înțepat. Scărpinatul zonei afectate poate provoca inflamație și apariția infecțiilor locale.